# Mehmet Aziz

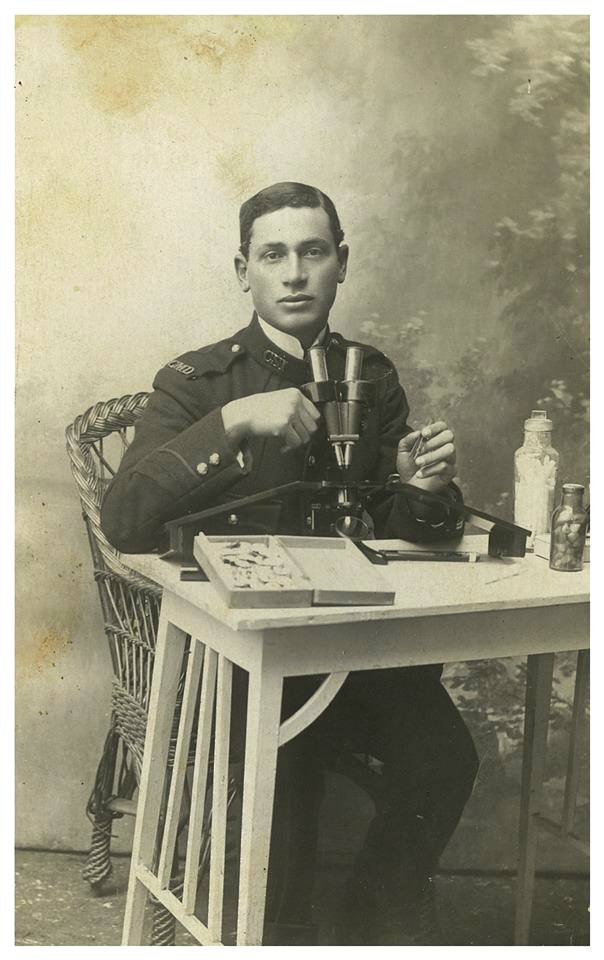
Mehmet Aziz in den 1920er Jahren

Mehmet Aziz, CBE, (* 24. September 1893 in Larnaka (Zypern); † 17. Juni 1991 in Nord-Nikosia) war ein türkisch-zypriotischer Arzt, Experte für Öffentliche Gesundheit und Bekämpfer der Malaria auf Zypern.

## Leben
Mehmet Aziz wurde als jüngstes von sechs Kindern geboren. Nach der Grundschule schrieb er sich an der weiterführenden Schule in İskele ein und setzte seine Ausbildung an der „American Academy“ fort. Später studierte er Medizin in den USA. Im Jahr 1912 kehrte er nach Zypern zurück und begann seine Tätigkeit im Öffentlichen Gesundheitsdienst. Er wurde Schüler des Nobelpreisträgers und Malariologen Ronald Ross, der ihn in das Studium der Malaria einführte. 1934 erschien, in Fortführung der Arbeiten von Ross, eine von Mehmet Aziz geschriebene Arbeit mit genauen Studien über die Anopheles Spezies, die auf Zypern entdeckt worden war. Zypern zählte zu jenem Zeitpunkt zu denjenigen Ländern weltweit, die mit am meisten von der Malaria betroffen waren. 1944 empfahl die Rockefeller Foundation die Teilnahme eines Zyprioten an den Malaria-Ausrottungsplänen („Eradication“) in Ägypten. Die Wahl fiel auf Mehmet Aziz. Aziz rechnete nach seinem Äyptenaufenthalt in Zypern mit besseren Ergebnissen bei der Eradication als in Ägypten, weil Zypern eine Insel war. Als im Jahr 1946 die Eradication begann, wurde Mehmet Aziz zum „Executive Officer“ ernannt. In dieser Funktion führte er systematische Kontrollen der Feldarbeiten im Rahmen der Eradication durch. Die ganze Insel wurde für die Eradication nach einem Rasterplan in 556 Blöcke aufgeteilt und jede Stelle mit stehendem Wasser wurde besprüht. Die Kampagne begann auf der Karpas-Halbinsel und verlagerte sich nach Westen. Die Eliminierung der Malaria auf Zypern dauerte über drei Jahre. Im Februar 1950 war Zypern das erste Land der Welt, das frei von Malaria war.
1950 gründete Mehmet Aziz das „Department of Environment and Public Health“ an der Universität Beirut. Im Jahr 1959 erfolgte die Berufung auf eine Professur an diesem Institut. Nach seiner Rückkehr nach Zypern war er zwischen 1960 und 1967 Mitglied der Kommission für den Öffentlichen Dienst, die er ab 1967 leitete.

### Familie
Mehmet Aziz war verheiratet mit Hifsyie Aziz. Das Ehepaar hatte drei Kinder. Die Tochter Türkan Aziz wurde Pflegekraft und erste „Oberschwester“ auf Zypern. Die Tochter Kâmran Aziz wurde Apothekerin und etablierte zeitgenössische westliche Musik auf der Insel.

## Veröffentlichungen
- Mehmet Aziz: Chief Sanitary Inspector, Cyprus: Anopheline Mosquitos of Cyprus, Cyprus National Archives 472/34.
- Mehmet Aziz: The Water-Paris green mixture in anopheline control in the Tillira area, Cyprus 1939.
- Mehmet Aziz: A Brief Account of the Anopheles (Malaria) Eradication in Karpas-Cyprus, 1946.